# Джессі Канда
Джессі Канда (англ. Jesse Kanda, також відомий як Doon Kanda, нар. 23 червня 1987 р.) — художник, аніматор і музикант із Лондона. 
Народився в Японії, виріс у Канаді. Окрім сольної кар’єри художника та музиканта, добре відомий своєю співпрацею з такими музикантами, як Арка, FKA Twigs та Б’єрк, а також створенням візуальних матеріалів для модного лейбла Hood By Air.

## Творчість
Починаючи з 13 років Канда ділився своїми роботами в Інтернеті в мистецьких художніх соціальних мережах deviantArt.com і mp3.com. Сьогодні він продовжує це робити, створюючи виставки та живі шоу.
Загальними темами у творчості Канди були зростання, розпад, смерть, свобода, фантазія, емпатія, мрія, невинність, підсвідомість, сексуальність, чуттєвість, біль, страждання, ейфорія, тіло, рух і магія. Канда часто використовує унікальний баланс естетичної краси та гротеску. Протиставлення життя і смерті; або любов і страх. 
Хоча він здебільшого відомий скульптурними змішаними медіа зображеннями, анімацією та музикою, він також наважився зробити внесок у традиційне кіно, скульптуру, моду, живопис і фотографію.
Його фігури часто існують у просторовому оточенні, схожому на сновидіння, часто спотворені, але з почуттями співпереживання та сили.
Канда часто використовує музичне відео як художній засіб. Митець створює музику сам або співпрацюючи з близькими друзями.
У 2017 та 2018 році митець випустив два EP. Перший сольний альбом Джессі Канда (під псевдонімом Doon Kanda) вийшов у 2019 році. 

## Художня творчість

#### Відеороботи
- FKA Twigs – "How's That" (2013)[6]
- FKA Twigs – "Water Me" (2013)[7]
- Arca – "Thievery" (2014)[8]
- Arca – "Now You Know" (2014)[9]
- Arca – "Xen" (2014)[10]
- Arca – "Sad Bitch" (2015)[11]
- Wench – "Galvanize" (2015)[12]
- Б'єрк – "Mouth Mantra" (2015)[13]
- Arca – "Front Load" (2016)[14]
- Doon Kanda – "Axolotl" (2017)[15]
- Doon Kanda – "Womb" (2017)[16]
- Arca – "Desafío" (2017)[17]
- Arca – "Anoche" (2017)[18]
- Arca – "Reverie" (2017)[19]
- Б'єрк – "Arisen My Senses" (2017)[20]

#### Обкладинки
- Arca – &&&&& (2013)
- FKA Twigs – LP1 (2014)
- Arca – Xen (2014)
- Arca – Sheep (2015)
- Arca – Mutant (2015)
- Arca – Entrañas (2016)
- Doon Kanda – Heart (2017)
- Arca – Arca (2017)
- Björk – Utopia (2017)
- Doon Kanda – Luna (2018)

#### Виставки та перфоманси
- TRAUMA – MoMA PS1 (2013)
- Various live shows with Arca (2013–2017)
- Персональна виставка та музичний перформанс в London Corsica Studios (2017)
- Персональна виставка та музичний перформанс в Tokyo Liquid Room (2017)
- Персональна виставка та музичний перформанс в Kyoto Metro (2017)

## Дискографія

#### Студійні альбоми
- Labryinth (2019)

#### EP
- Heart (2017)
- Luna (2018)